# Deutscher Einheits-Fernseh-Empfänger E 1

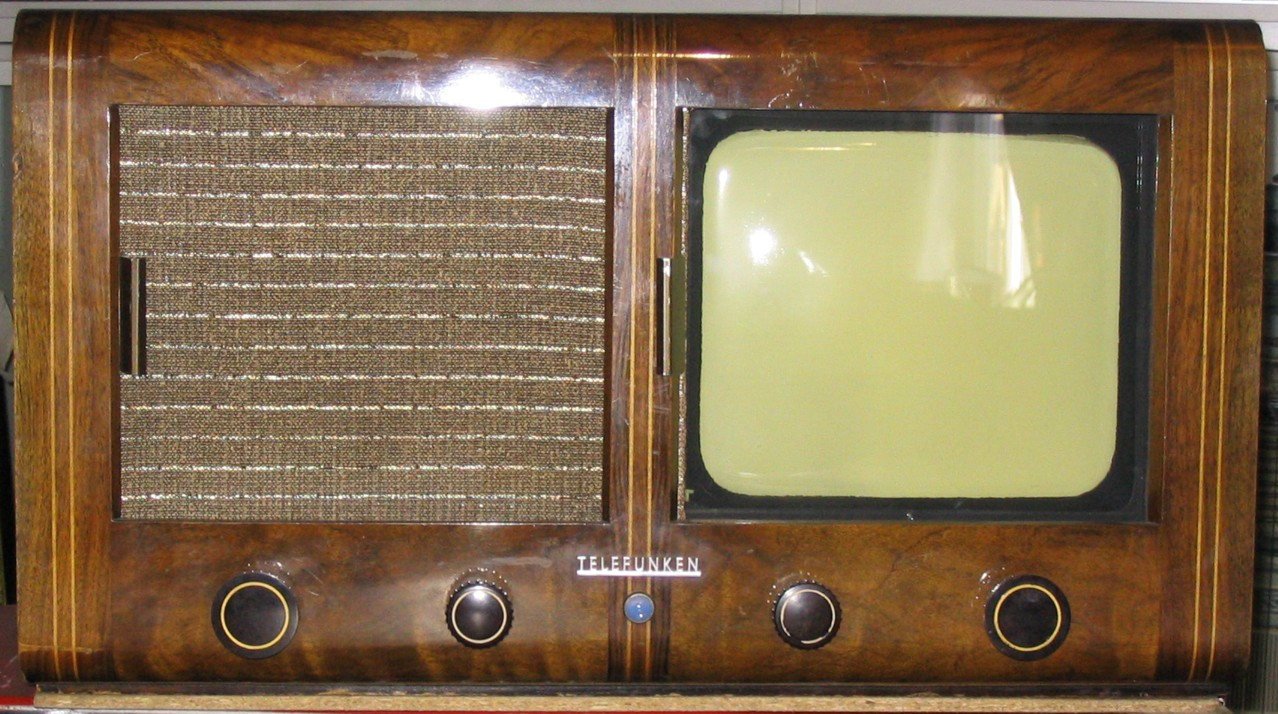
E-1-Empfänger von Telefunken

Der Einheits-Fernseh-Empfänger E 1, in der zeitgenössischen Literatur als Fernseh-Gemeinschaftsempfänger E 1 bezeichnet, ist ein im Jahre 1939 vorgestelltes Fernsehgerät. In der Öffentlichkeit wurde das Gerät analog zum Volksempfänger für den Hörfunk auch als „Volksfernseher“ bezeichnet.

## Geschichte
Das Reichspostzentralamt und führende deutsche Rundfunkgerätehersteller bildeten 1938 eine Arbeitsgemeinschaft zur weiteren Verbreitung des Fernsehens in Deutschland. Beteiligt waren:
- Fernseh AG (ab Oktober 1939 Fernseh GmbH, Tochtergesellschaft von Bosch)
- Radioaktiengesellschaft D.S. Loewe (ab 1940 Löwe Radio AG)
- C. Lorenz AG
- Telefunken Gesellschaft für drahtlose Telegraphie m.b.H.
- TeKaDe (Süddeutsche Telefon-Apparate-, Kabel- und Drahtwerke A.G.) in Nürnberg mit ihrer Berliner Tochterfirma Telehor AG

Das Ziel war, bis zum Weihnachtsfest 1939 für die seit dem 22. März 1935 über den Berliner Sender „Paul Nipkow“ ausgestrahlten Sendungen der Reichs-Rundfunk-Gesellschaft einen möglichst preisgünstigen Empfänger in den Handel bringen zu können. Dazu wurden unter den beteiligten Firmen Lizenzrechte und Produktionskapazitäten getauscht und aufgeteilt. Die von den jeweiligen Herstellern produzierten Geräte sollten weitgehend baugleich sein. Vorgesehen war eine Großserienproduktion von 10.000 Fernsehern mit einem Verkaufspreis von 650 Reichsmark, was inflationsbereinigt in heutiger Währung 3.400 Euro entspricht. Im Sommer 1939 wurde der Einheits-Fernseh-Empfänger auf der 16. Großen Deutschen Funk- und Fernseh-Ausstellung Berlin der Öffentlichkeit vorgestellt. Zu der geplanten Großserie kam es infolge der Beschränkungen für die Zivilwirtschaft nach Ausbruch des Zweiten Weltkrieges nicht mehr. Die etwa 50 fertiggestellten Exemplare des E 1 wurden auf Lazarette und verschiedene Dienststellen verteilt.

## Technik

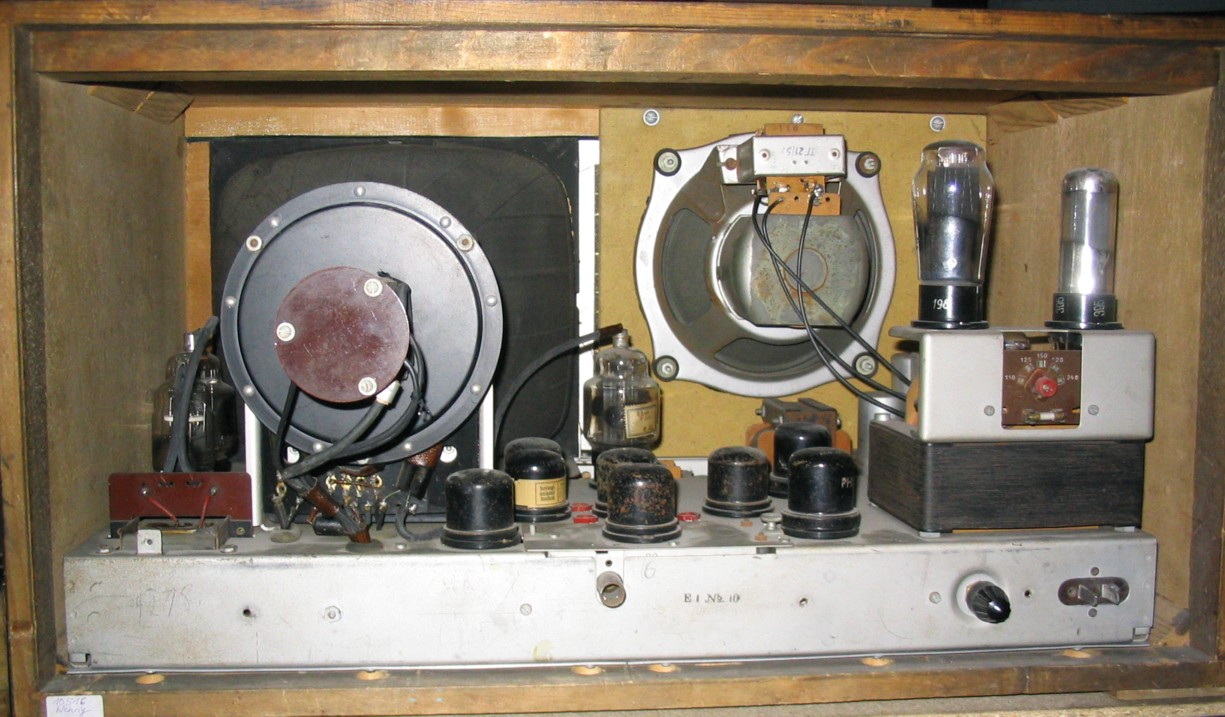
E-1-Chassis

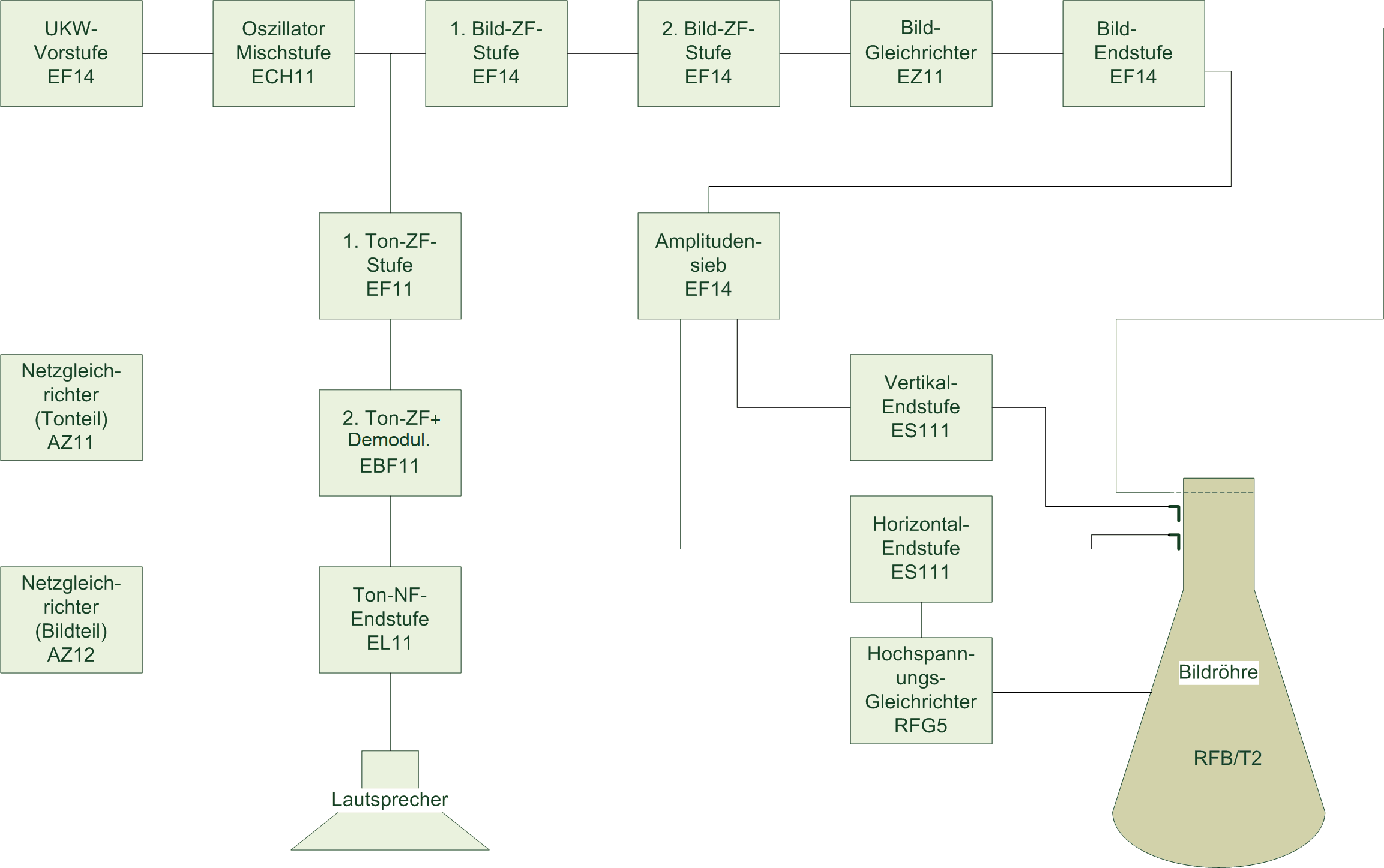
Blockschaltbild

Der Empfänger zeichnete sich gegenüber früheren Geräten durch einen deutlich sparsameren Einsatz von Bauelementen aus. Dazu trugen unter anderem auch neu entwickelte Elektronenröhren bei, die die Funktionen mehrerer einzelner  Mehrfachröhren in sich vereinigten. Bei diesem Fernsehgerät kam die von Telefunken entwickelte weltweit erste Rechteckbildröhre mit einer seinerzeit für ihre Größe relativ geringen Bautiefe zum Einsatz.
Die 6-kV-Anodenspannung für die Bildröhre wurde nicht wie damals noch üblich über einen Hochspannungs-Netztransformator, sondern bereits wie später üblich in der Zeilenendstufe erzeugt. Die Heizspannung des Hochspannungsgleichrichters wurde durch eine zusätzliche Windung auf dem Zeilentrafo erzeugt.
Die deutsche Fernsehnorm von 1938 gab ein Bild mit 441 Zeilen und eine Bildwechselfrequenz von 25 Hz (25 ganze Bilder pro Sekunde bzw. im Zeilensprungverfahren 50 Halbbilder je Sekunde) vor. Die Bildauflösung des E 1 erreichte damit noch nicht die des Nachkriegsfernsehens mit 625 Zeilen (Gerber-Norm).
Da zur damaligen Zeit von der Reichs-Rundfunk-Gesellschaft nur ein Programm ausgestrahlt wurde, war der E 1 auf eine feste Empfangsfrequenz (Kanal) eingestellt, um die Fertigungskosten gering zu halten. Für einen Frequenzwechsel waren die steckbaren Eingangs- und Oszillatorschwingkreise des Überlagerungsempfängers von einer Fachkraft zu tauschen. In den Fernseh-Sendepausen sollte auf dem Tonkanal das Programm des Hörfunk-Ortssenders ausgestrahlt werden. Um elektrische Energie zu sparen, konnte dazu der Bildteil abgeschaltet werden.
Heute sind noch einige erhaltene Einheitsempfänger bekannt:
- Museum für Kommunikation Berlin, (Telefunken, unverbastelt)
- Museum für Kommunikation in Berlin, (Blaupunkt, unvollständig)
- Museum für Kommunikation Frankfurt, (Telefunken, mit neuem Lautsprecherstoff, sonst komplett erhalten)
- Private Sammlung August-Peter Nehrig, (Telefunken, komplett erhalten)
- Deutsches Rundfunk-Museum, Berlin (Nachbildung, ohne Originalchassis und mit neuem Lautsprecherstoff)
- Depot des Fernmeldezeugamts, (Hersteller unbekannt, anscheinend unversehrt und komplett erhalten)
- Hochschule Mittweida (FH), im Video zu sehen (Blaupunkt, mit neuem Lautsprecherstoff, Zustand unbekannt)
- Rundfunkmuseum Fürth (Original-Chassis mit Netztrafo in der Ausstellung)
- Rundfunkmuseum Fürth (Nachbildung, funktionsfähig, für Vorführzwecke)

## Technische Daten
- Gehäuseabmessungen (B×H×T): 65 cm × 37 cm × 38 cm
- Bildgröße / Bilddiagonale: 19,5 cm × 22,5 cm / 29 cm
- Leistungsaufnahme: 185 W bei Fernsehempfang, 60 W bei Tonrundfunkempfang